# Seladerma caledonicum
Seladerma caledonicum är en stekelart som beskrevs av Graham 1969. Seladerma caledonicum ingår i släktet Seladerma och familjen puppglanssteklar.
Artens utbredningsområde är Sverige. Arten är reproducerande i Sverige. Inga underarter finns listade i Catalogue of Life.